# Сьома османсько-венеційська війна (1714—1718)
Сьома османсько-венеційська війна або Друга морейська війна — війна між Османською імперією та Венеційською республікою, що велась в 1714—1718 роках. Це була остання з довгої низки війн між двома державами, яка закінчилась перемогою Османської імперії та втратою усіх володінь Венеції в Мореї (на грецькому півострові Пелопоннес), отриманих нею в попередній Морейській війні. Від більших втрат Венецію врятувала інтервенція Австрії в 1716 році і початок Австрійсько-турецької війни. Перемоги Австрії призвели до підписання Пассаровіцького мирного договору 1718 року, який завершив обидві війни.
Ця війна в Хорватії отримала назву Синська війна від міста Синь.

## Передумови
Після поразки Османської імперії під час другої облоги Відня в 1683 році, більшість європейських держав (крім Франції, Англії та Нідерландів) об'єдналось у Священну Лігу — спільний союз проти османів. У результаті Великої турецької війни (1684—1699) Османська імперія зазнала низки поразок, таких як в битвах під Мохачем і Зентою і в підсумку за Карловицьким мирним договором (1699) була змушена поступитися монархії Габсбургів основною частиною Угорщини, Речі Посполітій поверталось Поділля, а Азов був захоплений Російською імперією.
Венеційська республіка під час Великої турецької війни розпочала власну атаку на Османську імперію, прагнучи помститися за послідовні захоплення османами її заморських володінь і особливо за нещодавню втрату Криту в 1669 р. Венеційські війська під командуванням талановитого генерала Франческо Морозіні (який згодом став дожем Венеції в 1688 році) змогли на початку Великої турецької війни захопити острів Санта-Маура (сучасну Лефкаду) у 1684 році, Морею (півострів Пелопоннес) в 1685—1687 роках і деякі території в Центральній Греції, хоча спроби підкорити Халкіду (Негропонте), повернути Крит і утримати захоплений під час війни Хіос зазнали невдачі. За Карловицьким договором Венеція отримала визнання свого контролю над Кефалонією і Морею, а ситуацію в Егейському морі відновила до її довоєнного статус-кво, залишивши в руках венеційців лише острів Тінос.
Османи від самого початку були сповнені рішучості повернути території, захоплені венеційцями під час Великої турецької війни, особливо Морею, чию втрату гостро відчув османський двір, оскільки звідти надходила значна частина доходів Валіде Султан (османської королеви-матері). Вже в 1702 році виникла напруженість між двома державами і чутки про війну через венеційську конфіскацію османського торгового судна. Війська та припаси були переміщені в османські провінції, що знаходились поблизу венеційського «Королівства Мореї». Венеційські позиції в Мореї були слабкими, на всьому півострові було лише кілька тисяч військових, які страждали від проблем із забезпеченням, дисципліною та низьким моральним духом. Тим не менш, мир між двома державами після закінчення Великої турецької війни зберігався ще дванадцять років. Тим часом османи розпочали реформу свого флоту, тоді як Венеція поступово втрачала підтримку інших європейських держав: Священна Ліга розпалася після перемоги у Великій турецькій війні і увага більшості європейських держав переключилась на Війну за іспанську спадщину (1701—1714) та Північну війну (1700—1721). Османи скористалися сприятливою міжнародною ситуацією, щоб звести рахунки з Росією, завдавши їм важкої поразки в Російсько-турецькій війні 1710—1711 років . Ця перемога підбадьорила османське керівництво і після укладання російсько-турецького мирного договору в Адріанополі в червні 1713 р. перед османами відкрився шлях для нападу на Венецію.

## Перебіг війни
Привід знайти було легко: захоплення османського корабля зі скарбами колишнього великого візира Дамада Гасана-паші, а також надання венеційцями прихистку Данилу Петровичу-Негошу, князю-єпископу Чорногорії, після того, як він підняв невдале повстання проти турків. У результаті 9 грудня 1714 року Османська імперія оголосила війну Венеції.

### Османське відвоювання Мореї

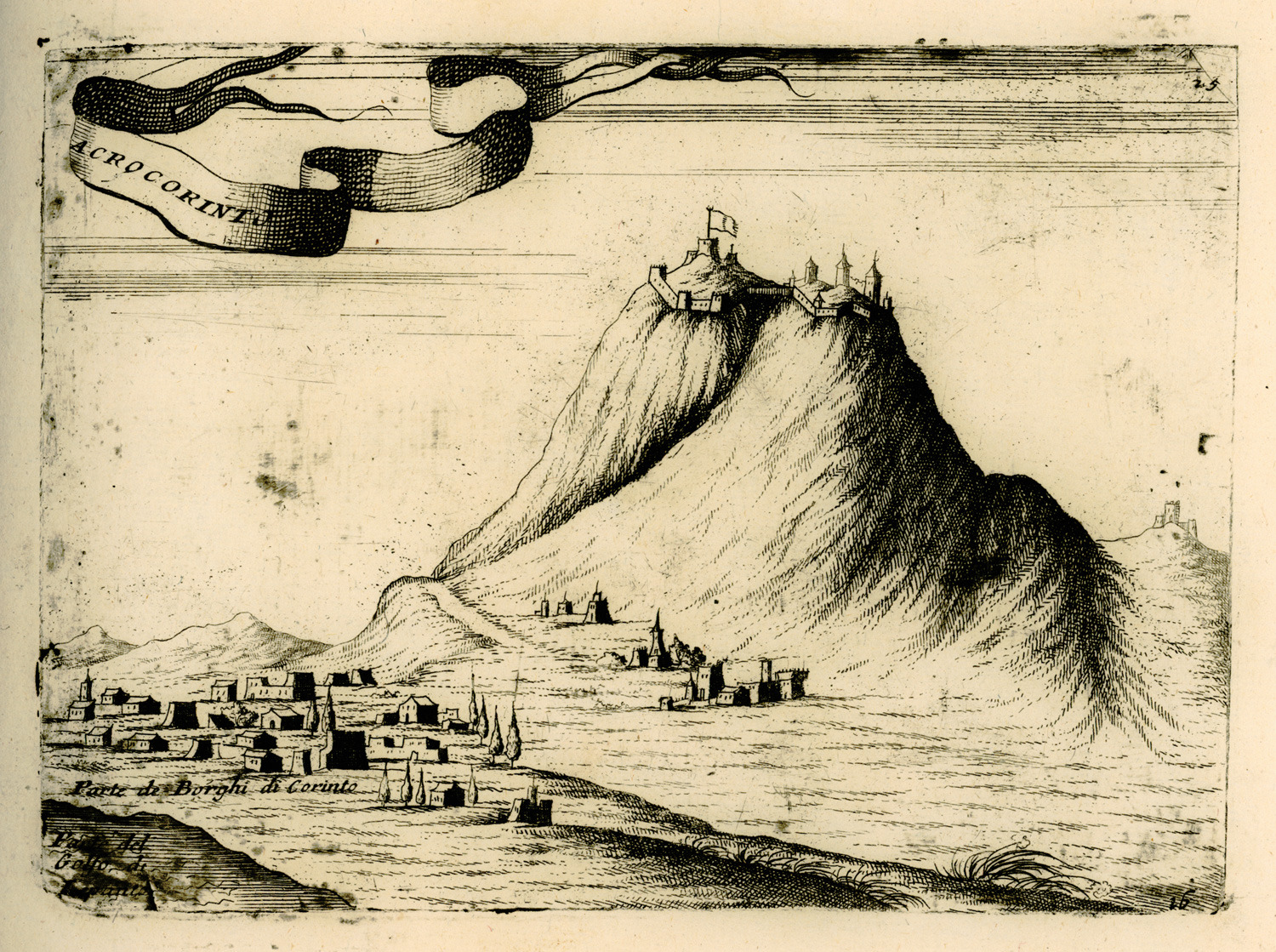
Укріплення Акрокоринфа (гравюра 1688 р.)

Протягом перших місяців 1715 р. османи зібрали армію приблизно 70,000 чоловік у Македонії під керівництвом великого візира Дамата Сілахдара Алі-паші. 22 травня великий візир вирушив на південь із Солуні, прибувши до Фів 9 червня, де провів огляд військ. Французький перекладач Бенджамін Брю в своїх записах повідомляє про 14 994 кавалерії та 59 200 піхотинців, які перебували у Фівах 9 червня, із загальної кількості людей, залучених в кампанію в Мореї у межах 110 364 (22 844 кавалерії та 87 520 піхотинців), хоча точність його цифр викликає у дослідників сумніви.

Після військової ради 13 червня 15 000 яничари під керівництвом Кара Мустафи-паші були відправлені для захоплення Лепанто, в той час як основна частина армії під керівництвом Юсуфа-паші та аги яничар рушила через Коринфський перешийок на дві венеційські фортеці — Акрокоринф і Наупліон, головні венеційські опорні пункти в Мореї. Тим часом Османський флот, який налічував 80 військових кораблів під командуванням Джаним Ходжи Мехмед-паши, захопив останні венеційські володіння в Егейському морі — острови Тінос і Егіну.

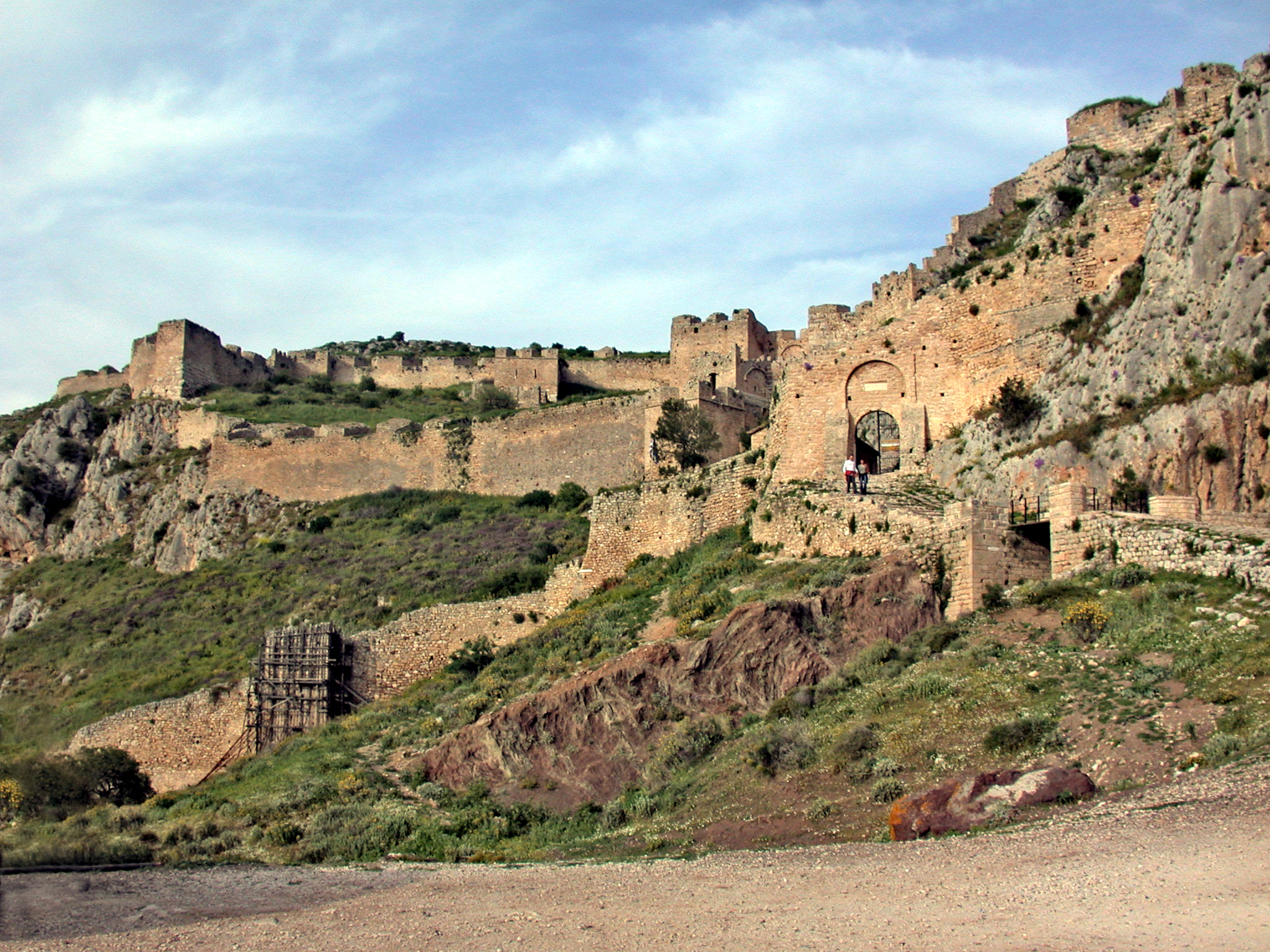
Руїни венеційських укріплень в Акрокоринфі

Венеційці, які не мали постійної армії і покладалися переважно на найманців, могли зібрати лише 8000 чоловік і 42 переважно малих корабля під командуванням генерал-капітана Даніеля Дельфіна. Ці сили були не тільки замалі для протистояння османській армії у відкитому зіткненні, але й навіть недостатніми для укомплектування численних укріплень, які венеційці побудували або покращили протягом останніх десятиліть. Крім того, місцеве грецьке населення не було задоволене венеційським правлінням, чим скористався Дамад Алі, гарантуючи, що його війська будуть поважати безпеку та майно місцевого населення. Таким чином, османи могли розраховувати на добре ставлення зі сторони греків, які забезпечували їх війська провіантом, тоді як венеційці, які сподівалися набрати ополчення серед місцевого населення, залишилися ізольованими у своїх фортецях.
25 червня османська армія перетнула Коринфський перешийок і увійшла до Мореї. Цитадель Акрокорінф, яка контролювала прохід на півострів, капітулювала після короткої облоги з умовами безпечного проходу для гарнізону та цивільного населення. Проте деяка кількість яничарів в бажанні пограбувань не послухалися наказів Дамат Алі й увірвалась до цитаделі, в результаті чого значна частина венеційського гарнізону, в тому числі провведітор Джакомо Міното, а також більшість мирних жителів були вбиті або продані в рабство. Лише 180 венеційців були врятовані та перевезені на Корфу. Ці трагічні події пізніше надихнули поему лорда Байрона «Облога Коринфа».

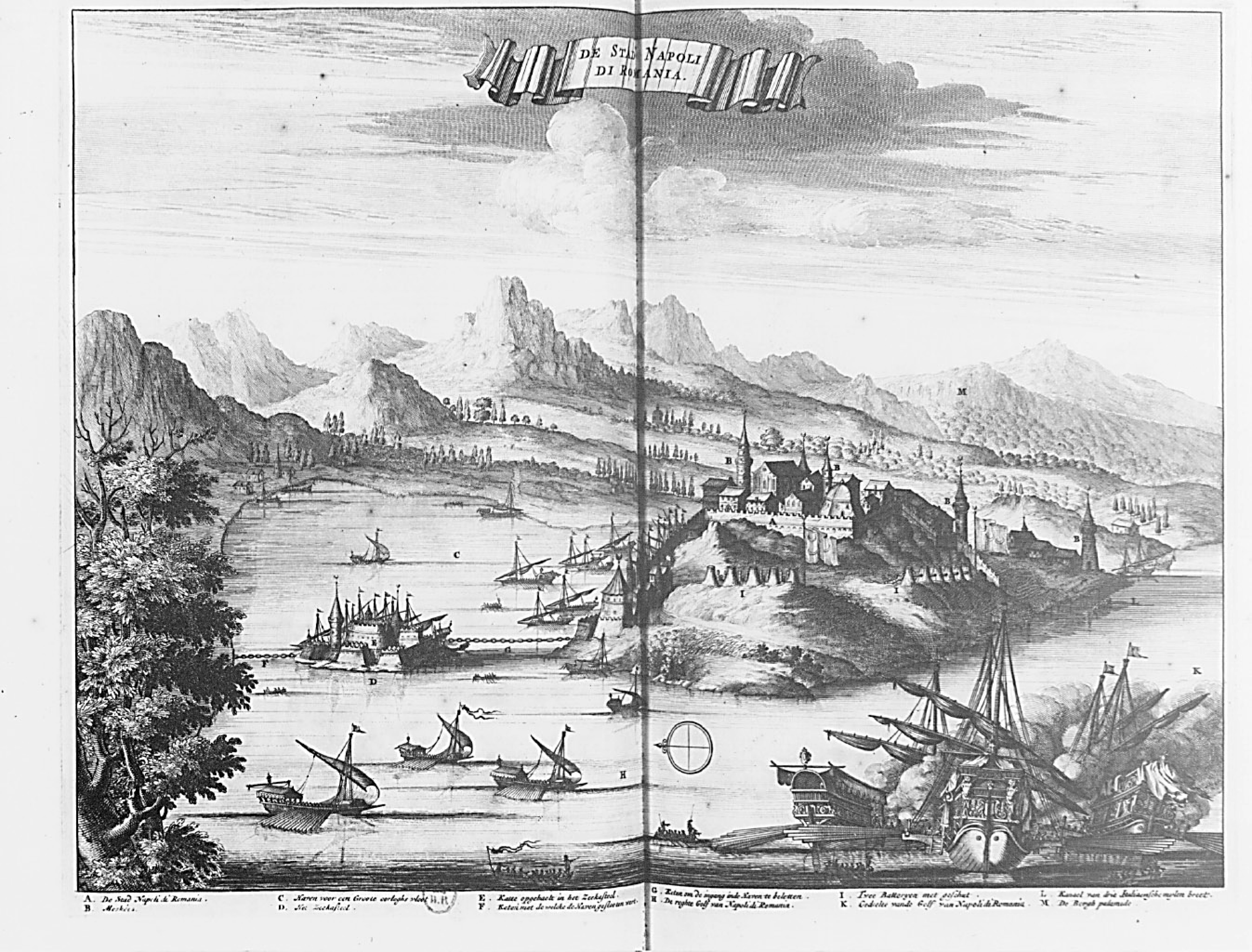
Наполі-ді-Романья (гравюра 1688 р.)

Після підкорення Коринфа османське військо підійшло до Наполі ді Романья (Нафпліон), основної бази венеційської влади в Мореї. Нафпліон був добре захищений кількома сильними фортами і мав гарнізон з 2000 чоловік. Однак 20 липня, лише після дев'яти днів облоги, османи підірвали міни під бастіонами форту Паламіді і успішно його штурмували. Венеційські захисники запанікували і відступили, що призвело до загального краху оборони.
Потім османи просунулися на південний захід, де форти Наваріно і Короні були покинуті венеційцями, які зібрали усі свої сили в Модоні. Однак, залишившись без ефективної підтримки з моря через небажання Дельфіна підставляти свою флотилію під ризик зустрічі з переважаючим османським флотом, форт капітулював. Решта венеційських опорних пунктів, включаючи останні форпости на Криті (Спіналонга і Суда), також капітулювали в обмін на безпечний відхід. 7 вересня Федериго Бадоер без бою здав османам Монемвасію, останню венеційську фортецю на півострові. Протягом ста днів весь Пелопоннес був знову захоплений османами.
За словами османістки Вірджинії Аксан, кампанія була «по суті прогулянкою для османів». Незважаючи на наявність достатньої кількості матеріальних засобів, венеційські гарнізони були слабкими, а венеційський уряд не міг фінансувати війну, тоді як османи не тільки користувалися значною чисельною перевагою, але й були більш готові «терпіти великі втрати та значне дезертирство»: згідно з даними Бру, лише за дев'ять днів облоги Нафпліона було вбито не менше 8 000 османських солдатів і ще 6 000 було поранено. Крім того, на відміну від венеційців, османи цього разу користувалися ефективною підтримкою свого флоту, який, крім інших заходів, переправив ряд великих облогових гармат для підтримки облоги Нафпліона.
13 вересня великий візир розпочав відвід військ з підкореної Мореї, а 22-го під Навпліоном отримав вітання з перемогою від султана. Послідував тиждень парадів та святкувань. 10 жовтня штандарт пророка було урочисто поміщено в його скриньку, що є знаком завершення кампанії. 17 жовтня під Ларисою війська отримали шестимісячну платню, а 2 грудня великий візир повернувся до столиці для тріумфального входу.

### Війна в Далмації
Єдиний невеликий успіх у 1715 р. венеційці мали в Далмації. По Карловіцькому миру 1700 року Венеційська республіка приєднала там території, що отримали назву «Нові придбання» (італ. Nuovo Aquisito). Для їх захисту проведитор Джованні Грімані створив систему оборони, так звану Лінію Грімані. Вона являла собою ланцюг фортець: Книн, Врлика, Синь, Дрвар, Вргораць і Читлук з прилеглими районами. На півдні ця лінія доходила до Которської затоки, де примикала до чорногорських земель.
Мехмет-паша Боснійський, призначений сераскером, з військом з 20 тис. чоловік виступив з району Купреса, щоб атакувати Книн і Синь. Основні сили османів стали табором на р. Цетіна. Паша розпустив кінні загони грабувати ворожу територію. Османи взяли Врлику, де перебили гарнізон, а також кілька сусідніх міст. У свою чергу венеційська кавалерія генерала Спаара і загони морлахів напали на османські володіння в районі Книна і взяли кілька містечок. Проведитор Далмації Анжело Емо, маючи дуже незначні сили, підняв ополчення далматинських міст і морлахів, після чого змусив пашу відійти від Клиської фортеці, а в серпні змусив турків зняти облогу фортеці Синь, де вперто оборонявся загін під командуванням Джорджо Бальбі.

### Облога Корфу

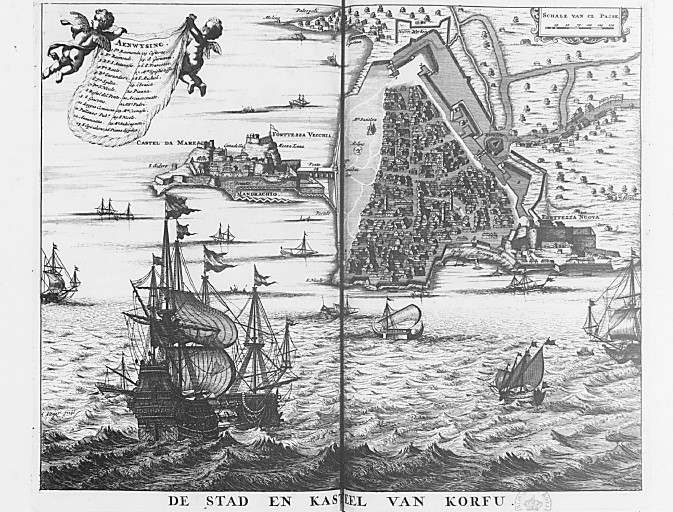
План міста Корфу 1688 року із зображенням його укріплень

Після успіху в Мореї османи рушили проти венеційських Іонічних островів. Вони зайняли острів Лефкада (Санта-Маура), який венеційці захопили в 1684 році, і форт Бутринті навпроти острова Корфу. 8 липня 1716 року османська армія чисельністю 33 000 чоловік висадилася на Корфу, найважливішому з Іонічних островів. Незважаючи на нерішучу морську битву того ж дня, османська сухопутна армія продовжила висадку і просунулася до міста Корфу. 19 липня, після захоплення далеких фортів Мантукі, Гаріца, Аврамій і Спас, почалася облога. Оборону очолив граф Йоганн Матіас фон дер Шуленбург, який мав під командуванням приблизно 8000 чоловік. Великі укріплення та рішучість захисників витримали кілька штурмів. Після сильного шторму 9 серпня, який захисники пов'язували з втручанням святого покровителя Корфу — святого Спиридона, який завдав значної шкоди османському флоту і їх армії на острові, облогу було припинено 11 серпня, а останні османські сили відступили 20 серпня.

### Австрійська інтервенція та завершення війни

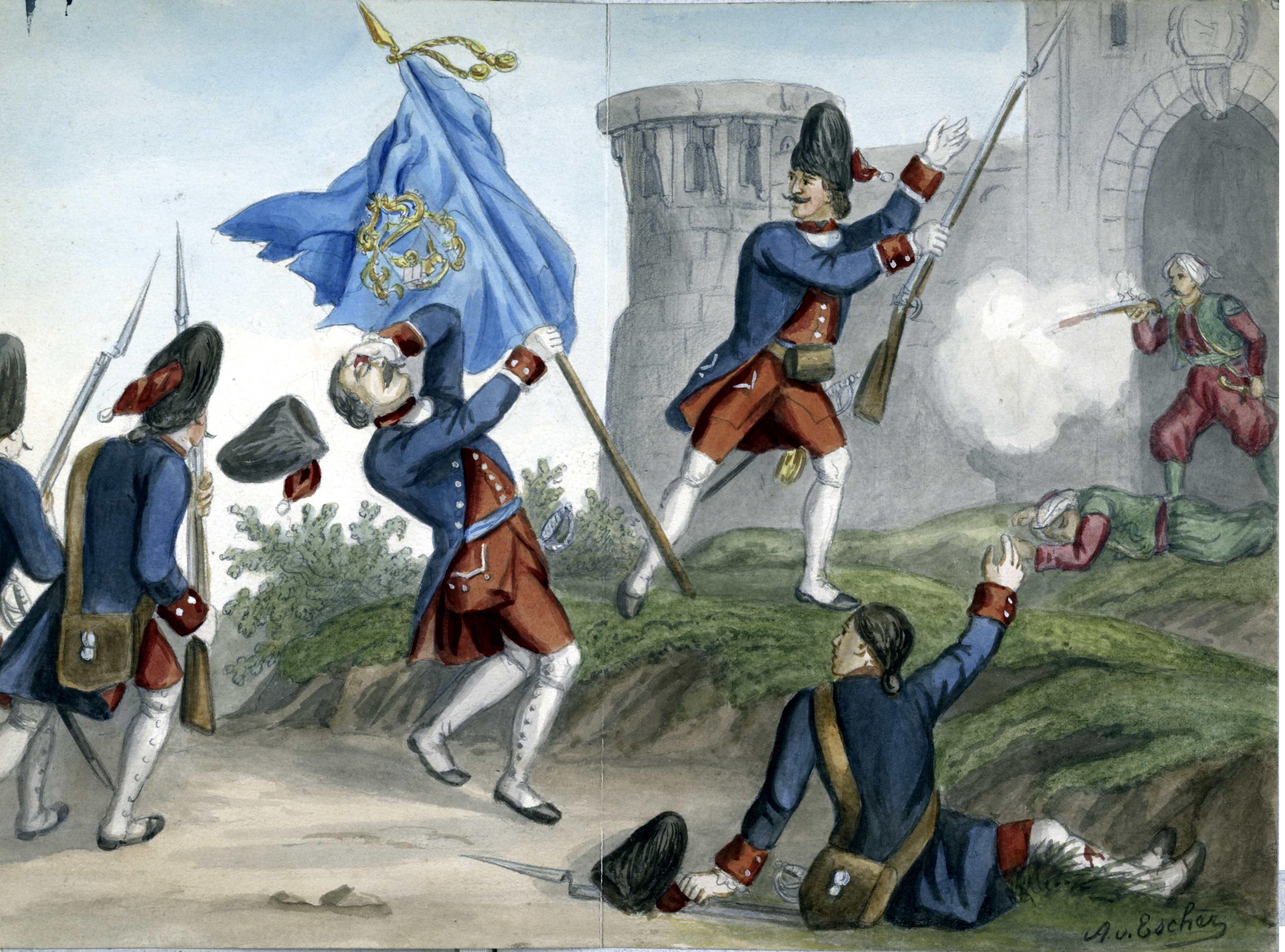
Венеційські гренадери полку Мюллера атакують османський форт у Далмації, 1717 р.

Влітку 1715 року паша Боснії виступив проти венеційських володінь у Далмації з армією, яка, як вважають, налічувала 40 000 чоловік. Османи зазнали поразки в облозі Синя, але османська загроза для Далмації зіграла певну роль у рішенні Австрії втрутитися. 
Оскільки папа Климент XI надав фінансову підтримку, а Франція гарантувала австрійські володіння в Італії, Австрія була готова втрутитися. 13 квітня 1716 року імператор Карл VI відновив свій союз з Венецією, після чого османи оголосили війну Австрії. Австрійська загроза змусила османів відтягнути свої сили від венеційських володінь, але Серенісіма була надто слабкою, щоб скористатись ситуацією і здійснити будь-який широкомасштабний контрнаступ. Лише її флот відновив більш агресивні дії і морські бої між венеційським і османським флотами відбувалися в Егейському морі, такі як битва при Імбросі і битва при Матапані що відбулись протягом місяця, але вони, як правило, не приносили вирішальної перемои жодній зі сторін і в підсумку не вплинули на результат війни. Єдиним постійним успіхом венеційців було захоплення фортець Превеза і Арта в 1717 році. Однак після австрійських перемог в битві при Петроварадині та при Белграді османи були змушені підписати Пассаровіцький договір. Хоча османи втратили значні території на користь Австрії, вони зберегли свої завоювання венеційських територій на Пелопоннесі та Криті, за винятком Превези (захоплена венеційцями в 1717 році) і кількох фортів у Герцеговині (Імотський був узятий у 1717 році).

## Наслідки
Кордони, встановлені в 1718 році, залишались незмінними до початку війни 2-ї антифранцузької коаліції і ліквідації Венеційської республіки. Після закінчення війни Венеційська республіка перестала бути незалежною дійовою особою в міжнародній політиці і фактично стала васалом Австрійської імперії Габсбургів, залишаючись в такому стані до моменту своєї ліквідації в 1797 році.